# Баба (Рипінський повіт)
Баба (пол. Baba) — село в Польщі, у гміні Скрвільно Рипінського повіту Куявсько-Поморського воєводства.
Населення — 76 осіб (2011).
У 1975-1998 роках село належало до Влоцлавського воєводства.

## Демографія
Демографічна структура станом на 31 березня 2011 року:
|          | Загалом | Допрацездатний вік | Працездатний вік | Постпрацездатний вік |
| -------- | ------- | ------------------ | ---------------- | -------------------- |
| Чоловіки | 34      | 5                  | 25               | 4                    |
| Жінки    | 42      | 7                  | 24               | 11                   |
| Разом    | 76      | 12                 | 49               | 15                   |